# Teheráni nemzetközi repülőtér
A Teheráni nemzetközi repülőtér (IATA: IKA, ICAO: OIIE) Irán egyik nemzetközi repülőtere, amely Teherán közelében található. Éves utasforgalma 7 055 159 fő (2019). Üzemeltetője az Imam Khomeini Airport City. Érinteni fogja a jelenleg még építés alatt álló Teherán–Kom–Iszfahán nagysebességű vasútvonal.

## Kifutópályák
A repülőtér futópályái:
- 11L/29R (4198 m, 45 m, aszfaltbeton)
- 11R/29L

## Forgalom
Az utasforgalom az elmúlt években az alábbi módon változott:
| Utasok száma | 5 020 836 | 4 735 089 | 4 756 012 | 6 049 062 | 7 243 120 | 7 821 369 | 8 852 232 | 7 271 338 | 7 055 159 |
|              | 2011      | 2012      | 2013      | 2014      | 2015      | 2016      | 2017      | 2018      | 2019      |

## Légitársaságok és úticélok

### Személy
| Légitársaság            | Célállomások |
| ----------------------- | --- |
| Aeroflot                | Moscow–Sheremetyevo |
| Air Arabia              | Sharjah |
| AnadoluJet              | Ankara, Istanbul–Sabiha Gökçen Szezonális: İzmir |
| Armenia Airways         | Yerevan |
| ATA Airlines            | Baghdad, Istanbul, Nedzsef Szezonális: İzmir |
| Austrian Airlines       | Bécs |
| Azerbaijan Airlines     | Baku |
| Buta Airways            | Baku |
| Caspian Airlines        | Istanbul, Nedzsef |
| Cham Wings Airlines     | Damascus |
| China Southern Airlines | Ürümqi |
| Conviasa                | Caracas |
| Emirates                | Dubai–International |
| Fly Baghdad             | Baghdad, Nedzsef |
| flydubai                | Dubai–International |
| Iran Air                | Ahmedabad, Baku, Beirut, Köln/Bonn, Frankfurt, Hamburg, Istanbul, Karachi, London–Heathrow, Milan–Malpensa, Mumbai, München, Nedzsef, Párizs–Charles de Gaulle, Róma–Fiumicino, Bécs, Yerevan Szezonális: Denizli, İzmir, Jeddah, Medina, Rimini                                         |
| Iran Airtour            | Dubai–International, Istanbul, Nedzsef, Yerevan Szezonális: Denizli, İzmir |
| Iran Aseman Airlines    | Baghdad, Istanbul, Nedzsef, Tbilisi Szezonális: Batumi, İzmir |
| Iraqi Airways           | Baghdad, Nedzsef |
| Kam Air                 | Kabul, Mazar-i-Sharif |
| Kish Air                | Nedzsef |
| Kuwait Airways          | Kuwait City |
| Lufthansa               | Frankfurt |
| Mahan Air               | Ankara, Baghdad, Bangkok–Suvarnabhumi, Beijing–Capital, Beirut, Damascus, Delhi, Dubai–International, Erbil, Guangzhou, Istanbul, Kabul, Lahore, Mazar-i-Sharif, Moscow–Sheremetyevo, Moscow–Vnukovo, Najaf, Shanghai–Pudong, Shenzhen, Sulaimaniyah Szezonális: Saint Petersburg, Varna |
| Meraj Airlines          | Istanbul, Nedzsef Szezonális: Dalaman |
| Nordwind Airlines       | Moscow–Sheremetyevo |
| Pegasus Airlines        | Ankara, Istanbul–Sabiha Gökçen Szezonális: Adana |
| Qatar Airways           | Doha |
| Qeshm Air               | Almaty, Dubai–International, Istanbul, Muscat, Nedzsef, Tbilisi, Yerevan Szezonális: Batumi, Bodrum, Isparta, İzmir, Jeddah, Medina, Varna |
| SalamAir                | Muscat |
| Saudia                  | Szezonális: Jeddah, Medina |
| Syrian Air              | Damascus |
| Taban Air               | Muscat, Nedzsef |
| Turkish Airlines        | Istanbul Szezonális: Adana |
| Varesh Airlines         | Dushanbe, Nedzsef, Tbilisi Szezonális: Batumi |
| Zagros Airlines         | Nedzsef, Tashkent, Tbilisi Szezonális: Batumi |

### Cargo
| Légitársaság        | Célállomások |
| ------------------- | ------------ |
| Lufthansa Cargo     | Frankfurt    |
| Qatar Airways Cargo | Doha         |